# Alfonso Flóres
Alfonso Flóres Ortiz (Bucaramanga, 5 november 1952 – Medellin, 25 april 1992) was een Colombiaans wielrenner.

## Carrière
Alfonso Flóres reed in zijn amateurtijd hoofdzakelijk in de grote wielerrondes in Zuid-Amerika (Ronde van Colombia, Ronde van Chili). In 1979 werd hij eerste in het eindklassement van de Ronde van Chili, zijn grootste succes tot dan. Hij was een van de eerste Zuid-Amerikaanse wielrenners die de oversteek maakten naar Europa om daar hun geluk te beproeven. In 1980 werd hij op 28-jarige leeftijd verrassend winnaar van de Tour de l’Avenir.
Hij nam driemaal deel aan de Tour de France. In 1983 waren de verwachtingen zo hoog gespannen dat de president van Colombia zich zelfs met de Colombia-ploeg bemoeide.
Flóres die als kopman in deze Tour startte, behoorde in de eerste bergetappe echter tot de uitvallers. Het kopmanschap werd overgenomen door José Patrocinio Jiménez die wel aan de verwachtingen voldeed en tweede werd in het bergklassement.
In de Tour van 1984 werd hij 18e in het eindklassement, in 1986 werd hij 27e. Ondanks zijn klimcapaciteiten werd er in deze drie rondes geen dagsucces door hem geboekt.
In 1981 werd hij tijdens de Ronde van Colombia betrapt op het gebruik van doping.
In 1987 beëindigde hij zijn wielercarrière.

## Vermoord
Na zijn wielercarrière werd Alfonso Flóres eigenaar van een rijwiel- annex sportzaak in Medellin. Hij raakte echter ook betrokken in het drugskartel van Pablo Escobar in de stad Medellin. Op 24 april 1992 werd hij, terwijl hij op een kruispunt voor een stoplicht stond te wachten door twee mannen onder vuur genomen. Hij overleed een dag later aan zijn verwondingen. Er wordt beweerd dat het ging om een crime passionnel in opdracht van Escobar.

## Overwinningen
1974
Jongerenklassement Ronde van Colombia en winnaar twee etappes
1976
Twee etappes in de Ronde van Colombia
1979
Eindklassement Ronde van Colombia en winnaar een etappe
Puntenklassement en combinatieklassement Ronde van Colombia
Eindklassement Ronde van Chili en winnaar proloog
Eindklassement Classica del Oriente Colombia en winnaar vier etappes
1980
Eindklassement Tour de l’Avenir
9e etappe Ronde van Colombia
1981
1e etappe Ronde van Colombia
1983
Eindklassement Ronde van Colombia